# 紅頰連鰭喉盤魚
紅頰連鰭喉盤魚（學名：Lepadichthys ctenion），為輻鰭魚綱鱸形目喉盤魚亞目喉盤魚科的其中一種，分布於西印度洋區的巴基斯坦海域，本魚體延長，前部平扁，後部側扁，體不被鱗，覆有粘液層，頭部側線發達，身體上側線不明顯，體亮橙色，吻部及頰部為深紅色，背鰭軟條14枚，臀鰭軟條11-12枚，體長可達3.8公分，屬底棲性魚類，生活習性不明。

## 擴展閱讀
維基物種上的相關：梳連鰭喉盤魚